# 3e étape du Tour d'Italie 2006
La 3e étape du Tour d'Italie 2006 a lieu le 8 mai entre Perwez et Namur, en Belgique. Elle est remportée par Stefan Schumacher.

## Résultats

### Classement de l'étape
|    | Coureur             | Pays      | Équipe                         |    | Temps           |
| -- | ------------------- | --------- | ------------------------------ | -- | --------------- |
| 1  | Stefan Schumacher   | Allemagne | Gerolsteiner                   | en | 5 h 14 min 41 s |
| 2  | José Luis Rubiera   | Espagne   | Discovery Channel              | +  | 2 s             |
| 3  | Davide Rebellin     | Italie    | Gerolsteiner                   |    | 6 s             |
| 4  | Paolo Bettini       | Italie    | Quick Step-Innergetic          |    | 6 s             |
| 5  | Philippe Gilbert    | Belgique  | Française des jeux             |    | 6 s             |
| 6  | Jens Voigt          | Allemagne | CSC                            |    | 6 s             |
| 7  | Andrea Moletta      | Italie    | Gerolsteiner                   |    | 6 s             |
| 8  | José Iván Gutiérrez | Espagne   | Caisse d'Épargne-Illes Balears |    | 6 s             |
| 9  | Paolo Savoldelli    | Italie    | Discovery Channel              |    | 6 s             |
| 10 | Franco Pellizotti   | Italie    | Liquigas                       |    | 9 s             |

### Points attribués
|   | Cycliste           | Pays    | Équipe                | Points |
| - | ------------------ | ------- | --------------------- | ------ |
| 1 | Markel Irizar      | Espagne | Euskaltel-Euskadi     | 8      |
| 2 | Raffaele Illiano   | Italie  | Colombia Selle-Italia | 6      |
| 3 | Moisés Aldape      | Mexique | Panaria               | 4      |
| 4 | Amaël Moinard      | France  | Cofidis               | 3      |
| 5 | Davide Bramati     | Italie  | Quick Step-Innergetic | 2      |
| 6 | Leonardo Scarselli | Italie  | Quick Step-Innergetic | 1      |

|    | Cycliste                | Pays       | Équipe                         | Points |
| -- | ----------------------- | ---------- | ------------------------------ | ------ |
| 1  | Stefan Schumacher       | Allemagne  | Gerolsteiner                   | 25     |
| 2  | José Luis Rubiera       | Espagne    | Discovery Channel              | 20     |
| 3  | Davide Rebellin         | Italie     | Gerolsteiner                   | 16     |
| 4  | Paolo Bettini           | Italie     | Quick Step-Innergetic          | 14     |
| 5  | Philippe Gilbert        | Belgique   | Française des jeux             | 12     |
| 6  | Jens Voigt              | Allemagne  | CSC                            | 10     |
| 7  | Andrea Moletta          | Italie     | Gerolsteiner                   | 9      |
| 8  | José Iván Gutiérrez     | Espagne    | Caisse d'Épargne-Illes Balears | 8      |
| 9  | Paolo Savoldelli        | Italie     | Discovery Channel              | 7      |
| 10 | Franco Pellizotti       | Italie     | Liquigas                       | 6      |
| 11 | Francisco Pérez Sánchez | Espagne    | Caisse d'Épargne-Illes Balears | 5      |
| 12 | Patxi Vila              | Espagne    | Lampre-Fondital                | 4      |
| 13 | Tom Danielson           | États-Unis | Discovery Channel              | 3      |
| 14 | Dario Cioni             | Italie     | Liquigas                       | 2      |
| 15 | Serhiy Honchar          | Ukraine    | T-Mobile                       | 1      |

### Cols et côtes
|   | Cycliste      | Pays    | Équipe            | Points |
| - | ------------- | ------- | ----------------- | ------ |
| 1 | Amaël Moinard | France  | Cofidis           | 3      |
| 2 | Moisés Aldape | Mexique | Panaria           | 2      |
| 3 | Markel Irizar | Espagne | Euskaltel-Euskadi | 1      |

|   | Cycliste      | Pays    | Équipe            | Points |
| - | ------------- | ------- | ----------------- | ------ |
| 1 | Moisés Aldape | Mexique | Panaria           | 3      |
| 2 | Amaël Moinard | France  | Cofidis           | 2      |
| 3 | Markel Irizar | Espagne | Euskaltel-Euskadi | 1      |

### Points attribués pour le classement combiné
|    | Cycliste                | Pays       | Équipe                         | Points |
| -- | ----------------------- | ---------- | ------------------------------ | ------ |
| 1  | Paolo Savoldelli        | Italie     | Discovery Channel              | 56     |
| 2  | Bradley McGee           | Australie  | Française des jeux             | 36     |
| 3  | Stefan Schumacher       | Allemagne  | Gerolsteiner                   | 30     |
| 4  | Davide Rebellin         | Italie     | Gerolsteiner                   | 24     |
| 5  | José Enrique Gutiérrez  | Espagne    | Phonak                         | 24     |
| 6  | Danilo Di Luca          | Italie     | Liquigas                       | 23     |
| 7  | Mickaël Delage          | France     | Française des jeux             | 23     |
| 8  | Markel Irizar           | Espagne    | Euskaltel-Euskadi              | 23     |
| 9  | Moisés Aldape           | Mexique    | Panaria                        | 22     |
| 10 | José Luis Rubiera       | Espagne    | Discovery Channel              | 20     |
| 11 | José Iván Gutiérrez     | Espagne    | Caisse d'Épargne-Illes Balears | 18     |
| 12 | Beñat Albizuri          | Espagne    | Euskaltel-Euskadi              | 18     |
| 13 | Amaël Moinard           | France     | Cofidis                        | 18     |
| 14 | Arnaud Labbe            | France     | Bouygues Telecom               | 17     |
| 15 | Francisco Pérez Sánchez | Espagne    | Caisse d'Épargne-Illes Balears | 13     |
| 16 | Paolo Bettini           | Italie     | Quick Step-Innergetic          | 13     |
| 17 | Serhiy Honchar          | Ukraine    | T-Mobile                       | 12     |
| 18 | Robbie McEwen           | Australie  | Davitamon-Lotto                | 12     |
| 19 | Raffaele Illiano        | Italie     | Colombia Selle-Italia          | 11     |
| 20 | Michael Rogers          | Australie  | T-Mobile                       | 9      |
| 21 | Olaf Pollack            | Allemagne  | T-Mobile                       | 8      |
| 22 | Gabriele Missaglia      | Italie     | Colombia Selle-Italia          | 8      |
| 23 | Tom Danielson           | États-Unis | Discovery Channel              | 5      |
| 24 | Jens Voigt              | Allemagne  | CSC                            | 5      |
| 25 | Philippe Gilbert        | Belgique   | Française des jeux             | 4      |
| 26 | Alessandro Petacchi     | Italie     | Milram                         | 3      |
| 27 | Marzio Bruseghin        | Italie     | Lampre-Fondital                | 2      |
| 28 | Alessandro Vanotti      | Italie     | Milram                         | 2      |
| 29 | Davide Bramati          | Italie     | Quick Step-Innergetic          | 1      |

## Classements à l'issue de l'étape

### Classement général
|    | Cycliste                | Pays      | Équipe                         |    | Temps            |
| -- | ----------------------- | --------- | ------------------------------ | -- | ---------------- |
| 1  | Stefan Schumacher       | Allemagne | Gerolsteiner                   | en | 10 h 14 min 04 s |
| 2  | Paolo Savoldelli        | Italie    | Discovery Channel              | +  | 13 s             |
| 3  | Davide Rebellin         | Italie    | Gerolsteiner                   |    | 23 s             |
| 4  | José Iván Gutiérrez     | Espagne   | Caisse d'Épargne-Illes Balears |    | 29 s             |
| 5  | José Luis Rubiera       | Espagne   | Discovery Channel              |    | 31 s             |
| 6  | Serhiy Honchar          | Ukraine   | T-Mobile                       |    | 31 s             |
| 7  | Bradley McGee           | Australie | Française des jeux             |    | 31 s             |
| 8  | Francisco Pérez Sánchez | Espagne   | Caisse d'Épargne-Illes Balears |    | 32 s             |
| 9  | José Enrique Gutiérrez  | Espagne   | Phonak                         |    | 33 s             |
| 10 | Michael Rogers          | Australie | T-Mobile                       |    | 37 s             |

### Classement par points
|   | Cycliste          | Pays      | Équipe                | Points |
| - | ----------------- | --------- | --------------------- | ------ |
| 1 | Stefan Schumacher | Allemagne | Gerolsteiner          | 45     |
| 2 | Paolo Savoldelli  | Italie    | Discovery Channel     | 40     |
| 3 | Paolo Bettini     | Italie    | Quick Step-Innergetic | 30     |

### Classement du meilleur grimpeur
|   | Cycliste         | Pays    | Équipe            | Points |
| - | ---------------- | ------- | ----------------- | ------ |
| 1 | Moisés Aldape    | Mexique | Panaria           | 5      |
| 2 | Amaël Moinard    | France  | Cofidis           | 5      |
| 3 | Paolo Savoldelli | Italie  | Discovery Channel | 3      |

### Classement du combiné
|   | Cycliste         | Pays      | Équipe             | Points |
| - | ---------------- | --------- | ------------------ | ------ |
| 1 | Paolo Savoldelli | Italie    | Discovery Channel  | 176    |
| 2 | Bradley McGee    | Australie | Française des jeux | 139    |
| 3 | Danilo Di Luca   | Italie    | Liquigas           | 102    |

### Classements par équipes

#### Classement aux temps
|   | Équipe                         | Pays       |    | Temps            |
| - | ------------------------------ | ---------- | -- | ---------------- |
| 1 | Discovery Channel              | États-Unis | en | 30 h 43 min 42 s |
| 2 | Gerolsteiner                   | Espagne    | +  | 15 s             |
| 3 | Caisse d'Épargne-Illes Balears | Espagne    |    | 20 s             |

#### Classement aux points
|   | Équipe            | Pays       | Points |
| - | ----------------- | ---------- | ------ |
| 1 | Gerolsteiner      | Allemagne  | 91     |
| 2 | Discovery Channel | États-Unis | 73     |
| 3 | T-Mobile          | Allemagne  | 56     |

### Classements annexes

#### Classement Azzurri d'Italia
|   | Cycliste          | Pays      | Équipe            | Points |
| - | ----------------- | --------- | ----------------- | ------ |
| 1 | Paolo Savoldelli  | Italie    | Discovery Channel | 4      |
| 2 | Stefan Schumacher | Allemagne | Gerolsteiner      | 4      |
| 3 | Robbie McEwen     | Australie | Davitamon-Lotto   | 4      |

#### Classement de la combativité
|   | Cycliste          | Pays      | Équipe             | Points |
| - | ----------------- | --------- | ------------------ | ------ |
| 1 | Paolo Savoldelli  | Italie    | Discovery Channel  | 11     |
| 2 | Stefan Schumacher | Allemagne | Gerolsteiner       | 9      |
| 3 | Bradley McGee     | Australie | Française des jeux | 7      |

#### Classement 110 Gazzetta
|   | Cycliste         | Pays    | Équipe             | Points |
| - | ---------------- | ------- | ------------------ | ------ |
| 1 | Paolo Savoldelli | Italie  | Discovery Channel  | 5      |
| 2 | Mickaël Delage   | France  | Française des jeux | 5      |
| 2 | Markel Irizar    | Espagne | Euskaltel-Euskadi  | 5      |

#### Classement de l'échappée (Fuga)
|   | Cycliste      | Pays    | Équipe            | Points |
| - | ------------- | ------- | ----------------- | ------ |
| 1 | Markel Irizar | Espagne | Euskaltel-Euskadi | 165    |
| 2 | Moisés Aldape | Mexique | Panaria           | 165    |
| 3 | Amaël Moinard | France  | Cofidis           | 165    |